# 쿠퍼 유니언

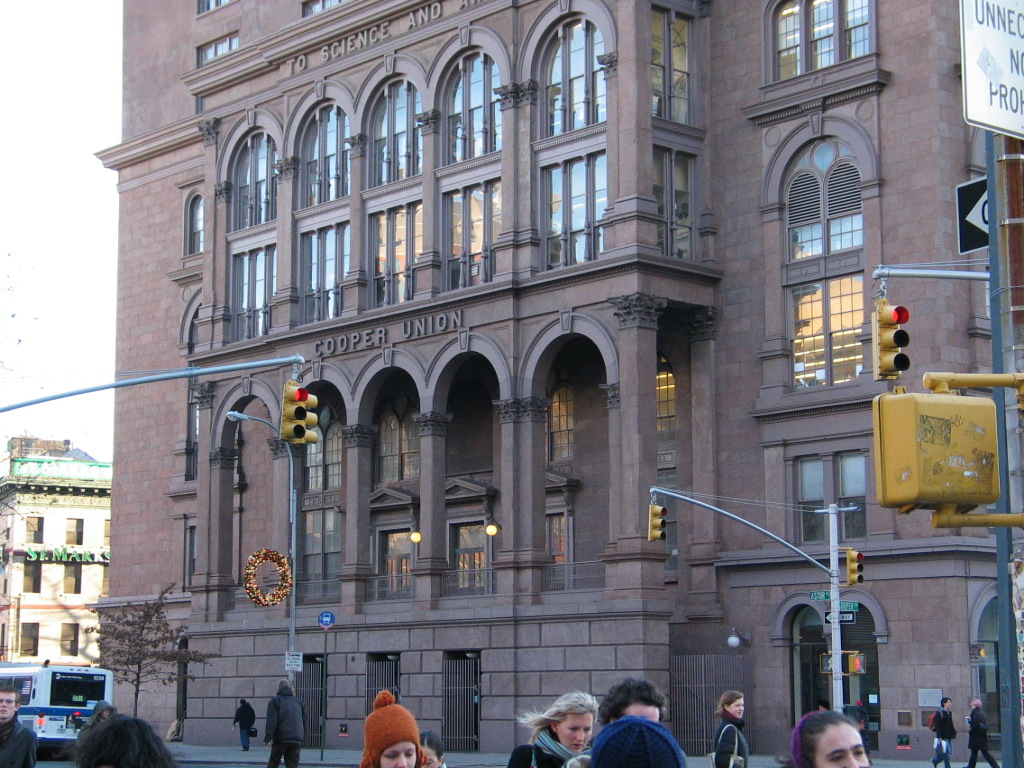
쿠퍼 유니언대 캠퍼스

쿠퍼 유니언(The Cooper Union for the Advancement of Science and Art, 줄여서 Cooper Union)는 미국 뉴욕 맨해튼 다운타운인 이스트빌리지(East Village)에 위치한 명문사립대학이다.
1859년에 설립된 쿠퍼 유니언은 전교생 천명 미만의 작은 학교이며, 건축, 미술, 공학, (architecture, fine arts, engineering)의 3가지 전공만 개설돼 있지만 이들 전공은 모두 최상위권 수준이며, 특히 매년 30명 안팎을 뽑는 건축대는 미국 최고 수준으로 꼽힌다. 2017년도에는 미국 북쪽지역 컬리지 순위에서 1위를 할 정도이다. 쿠퍼 유니언은 전체 학생 학비전액 무료인 대학으로도 잘 알려져 있다. 하지만 2014년도부터 학비전액 무료 장학금이 없어지고 반액 장학금으로 바뀌었다. 그럼에도 여전히 전교생이 양질의 교육을 장학금을 받으며 공부할 수 있는 학교임에는 변함없다.
재학생들 중 약 17%가 동양계이며, 히스페닉계가 7%, 흑인은 5%이다. 재학생 중 62%가 남학생, 38%가 여학생이다. 대부분 미국 대학들은 미국 영주권이나 시민권이 없으면 재정 보조를 받기 어렵지만 쿠퍼 유니언은 신분이 고려대상이 아니라고 한다. 재학생 중 약 10%가 외국에서 온 유학생들이다. 한국 유학생들도 있다.

## 역사
쿠퍼 유니언은 미국에서 증기기관차 엔진을 최초로 디자인하고 만든 사업가이자 이민자의 아들로서 자수성가한 억만장자였던 피터 쿠퍼가 "교육은 누구에게나 숨쉬는 공기와 마시는 물처럼 제공돼야 한다"는 교육철학으로 1859년 설립했다. 경제적인 이유로 고등 교육을 받기 어려웠던 블루칼라 계층 자녀에게 등록금을 받지 않고 교육을 제공한다는 점에서 획기적인 대학이었다. 또한 인종, 종교, 성에 상관없이 능력만 있으면 누구나 받아들인다는 원칙을 따라 신입생을 선발했다. 학교가 설립된 1859년은 미국에 공립학교가 드물었던 시기였고, 이후 쿠퍼 유니언의 창설은 뒤이어 철강왕인 앤드루 카네기 등 거부들이 잇달아 대학을 설립하는 계기가 되었다.

## 입학 현황
쿠퍼 유니언 입학 경쟁은 매우 치열하다. 2008년 가을학기(Class of 2012)의 입학전형 결과를 보면 3,055명의 지원자 중 9%가 합격했다. 하지만 2014년부터는 예전보다는 많은 인원을 뽑아 결과적으로 입학률은 14.4%를 보이고 있다.
지원자들은 포트폴리오 및 6~7개의 홈 테스트용 프로젝트를 제출해야 한다고 한다. 건축 설계 전공자들은 홈테스트 평가 및 학업성적을 바탕으로 심사하며, 공학 전공자들은 학업성적 및 SAT점수, 수학과 과학 관련 시험점수 및 내신 성적을 바탕으로 심사한다.
2014년 이전에는 다른 명문사립대와 같이 서류봉투에 원서, 에세이, 추천서와 성적서를 넣어 메일로 보내야 하는 까다로운 절차가 있었으나 현재는 Common Application이라는 대학통합원서에서 온라인으로 간단히 지원접수를 받고있다.

## 장학 제도
창립자 피터 쿠퍼의 설립정신에 따라 2014년까지는 전교생 모두에게 학비전액이 무료였다. 하지만 2014년도부터는 폐지되었다. 기숙사시설이 필요한 학생들은 기숙사비용은 본인이 부담해야 하지만 이 역시 학자금보조로 충당할 수 있었다. 쿠퍼 유니언은 뉴욕 시 맨하탄의 대표적인 건물인 크라이슬러 빌딩(Chrysler Building)을 비롯한 여러 부동산을 소지하고 있으며 여기서 나오는 임대료 수입과 대학자산의 이자수익으로 대학을 운영한다.

## 교육 및 연구
쿠퍼 유니언 수업 규모는 20여명의 소그룹으로, 교수가 학생들의 이름, 학업 진행 상황을 자세히 알고있을 정도로 유대관계가 깊다. 특히 쿠퍼 유니언은 1학년 때부터 "실습교육(Hands-on education)" 을 강조하는데 나노 장비까지 갖추고 있는 실험실은 웬만한 대학원 실험실보다 나은 수준이라고 한다. 쿠퍼 유니언은 학부 중심 대학이지만 건축과 공학 전공은 석사 프로그램도 있다.
쿠퍼 유니언에서는 과를 1학년때부터 선택해야 한다. 과는 공학, 미술, 건축학과로 크게 나뉘며 공학에서는 세분화되어 전기, 화학, 토목, 기계공학이 있다. 공학과에서는 화학, 물리, 수학부가 있어 교육과 연구에 파트너쉽을 이루고있다.

## 주요 동문
이 학교 출신으로는 발명왕 토마스 에디슨(Thomas Edison), 1993년 노벨 물리학상을 수상한 러셀 헐스(Russell Hulse), 해체주의 건축의 거장인 다니엘 리베스킨트(Daniel Libeskind), 1939년부터 1962년까지 미국 연방 대법원장을 역임한 필릭스 프랭크퍼터(Felix Frankfurter), 배트맨을 창안한 만화가 밥 케인(Bob Kane) 등이 있다.

## 같이 보기
- 사립기술대학협회